# Chrysoprasis sobrina
Chrysoprasis sobrina là một loài bọ cánh cứng trong họ Cerambycidae.